# Radoszowice
Radoszowice (niem. Raschwitz, 1936-1945 Raschdorf) – wieś w Polsce położona w województwie opolskim, w powiecie opolskim, w gminie Niemodlin.
W latach 1975–1998 miejscowość administracyjnie należała do ówczesnego województwa opolskiego.

## Nazwa
Nazwa wywodzi się od polskiej nazwy pozytywnej emocji ludzkiej - "radości". Heinrich Adamy w swoim dziele o nazwach miejscowych na Śląsku wydanym w 1888 roku we Wrocławiu wymienia jako najstarszą zanotowaną nazwę - Radoschowitz podając jej znaczenie "Angenehmer Ort, Fraudenort" czyli po polsku "Przyjemna, miła, radosna miejscowość".
Wieś wzmiankowana po raz pierwszy w łacińskim dokumencie z 1228 roku wydanym przez Kazimierza I opolskiego, gdzie zanotowana została w zlatynizowanej, staropolskiej formie Radosevici.

## Historia
Od końca XVIII w. wieś posiadała pieczęć gminną, na której wizerunku przedstawiono człowieka stojącego na łodzi z wiosłem w ręce, zwróconego w prawo.
W miejscowości był przystanek kolejowy Radoszowice.